# 東京プリン
東京プリン（とうきょうプリン）は、伊藤ようすけ（右プリン）と牧野隆志（左プリン）の2人組の歌手グループである。
1997年結成、同年デビュー。所属レーベルは、エイベックス内のえんか!!えいべっくす。

## プロフィール
常にプリンのかぶり物にサングラス、スーツにネクタイという風変わりなファッションに身を包んでいる。1997年にヒットしたデビュー曲『携帯哀歌』をはじめ、コミックソングを多数世に送り出す。
プリンには大小の2種類があり、ジャケット写真やPVでは大きなもの、テレビ出演では動きやすい小さなものなどと使い分けている。伊藤のプリンにはかじった跡（大）または絆創膏（小）が付いていて、牧野のものと区別できる。
2004年から東京土産として「東京銘菓 東京プリン」を東京国際空港、Pasarなどで売り出した。
アニメ『ドラえもん』では大晦日スペシャルでアーティスト名が発表されるまで「○○プ○○」と表示されていた（ただし一部のラジオ番組では公表されていた）。
『笑っていいとも!』（フジテレビ）の「テレフォンショッキング」に出演した際は、有名人から贈られる出演祝いの花がスタジオアルタの屋上まで並べられていた。
2014年、牧野が病没したことにより4月30日に最後のシングル『明日笑っていられるように』を発売し活動終了。

## メンバー
伊藤 ようすけ（いとう ようすけ、1963年8月27日 - ） - 作詞担当
本名は伊藤 洋介（読み同じ）で、下記の参院選出馬までは本名で活動していた。血液型AB型。大阪府大阪市生まれ、奈良県・兵庫県育ち。兵庫県立西宮北高等学校卒業。
1988年、慶應義塾大学理工学部卒業後、山一證券に就職。山一證券在籍中に、住友商事に勤務していた杉村太郎（後に会社側が芸能活動の禁止を社内規定に盛り込んだため、大東京火災海上保険に転職）とサラリーマン歌手コンビ・SHINE'S（シャインズ）を結成し、CDデビューした。プロデューサーは秋元康。
バブル崩壊と共に、在籍していた山一證券が伊藤の芸能活動を禁止したことから、シャインズとしてのCM出演が縁で森永製菓に転職。1992年にシャインズが事実上解散した後は、森永製菓広告部で宣伝担当主任を務め、DA.YO.NEの関西版「SO.YA.NA」の作詞、浜崎あゆみと共演した「ハイチュウ」のCM、東京プリンとしてCMソング『だから今だけ クエッ!クエッ!!クエッ!!!』を歌った「チョコボール」などを手掛ける。
2010年、森永製菓を退社。
1992年頃、日本テレビの深夜番組『IDOLアイドル』で、医師（本人）、看護婦（日本テレビアナウンサー・永井美奈子）の格好をして、週代わりでアイドルを招き、紹介するようなコーナーを担当したことがある。エンディングにある2組のアイドル対抗のクイズコーナーでクイズ読み（永井美奈子）、盛り上げ役（本人）で再度登場した。
2007年2月3日に自身のバブル時代の体験とシャインズの結成から山一退職までを綴った自叙伝『バブルアゲイン』を、2007年11月5日に言い訳本『実録 現役サラリーマン言い訳大全』（幻冬舎）を出版。
2010年におけるエイベックス・グループ・ホールディングスの株主総会当日に行われるシークレットライブの司会進行を渋谷亜希と共に務めた。
2014年に相方である牧野隆志が病没したことで、東京プリンとしての活動に終止符を打ち、以後はラジオを中心に活動している。
牧野 隆志（まきの たかし、1964年2月17日 - 2014年2月7日） - 作曲担当
血液型O型。兵庫県出身。
近畿大学卒業後にバンド活動に入り、その後ラジオのDJやテレビのリポーターなどで活躍。妹尾和夫率いる劇団パロディフライに所属していたことがある。
エイベックス・グループ・ホールディングスの株主総会当日に行われるシークレットライブの司会進行を渋谷亜希と共に2003年から2009年まで務めた。2009年4月7日より『プリン・ス2』の後番組としてスタートした音楽情報を中心とした番組『メロjpでいこう!』のメインMCを担当（アシスタントMCはタイナカサチ、大堀恵（AKB48））。2009年4月4日より仙台放送の生放送情報番組『あらあらかしこ』のMCを担当。
料理が得意で、『Channel a』では自身の料理コーナー（「創作小料理屋まきの」）を持っていた。
2010年7月24日、ブログおよび『あらあらかしこ』の番組内で肺腺がんであることと、当面は治療のため仕事をセーブすることを発表し、化学療法を受けながら活動を行っていたが、2014年2月7日0時30分、肺がんによる呼吸不全のため、死去。49歳没。

## 伊藤の参議院議員選挙立候補
2013年7月21日に実施の第23回参議院議員通常選挙自由民主党公認で比例区から立候補した。
安倍晋三自民党総裁の妻である安倍昭恵が森永製菓創業家の娘として伊藤と旧知だった事や、解禁されたネット選挙のテストケースとして支持母体や知名度が無い中、異例の公認を受けた。選挙ではネットでのアピールの他、エイベックス創業者松浦勝人や所属タレントの支援を受けたが 落選した。
2016年、第24回参議院議員通常選挙に自由民主党公認で比例区より再び立候補したが、落選した。

## ディスコグラフィ

### シングル
|      | 発売日                            | タイトル                                 | 規格品番   | 収録曲 | 備考                                                                                     |
| ---- | --------------------------------- | ---------------------------------------- | ---------- | --- | ---------------------------------------------------------------------------------------- |
| 1st  | 1997年10月22日                    | 携帯哀歌                                 | AVDD-20205 | 1. 携帯哀歌 2. あぶない人達 3. 携帯哀歌(original karaoke) 4. あぶない人達(original karaoke) | オリコン最高63位（演歌チャートでは最高2位） 日本有線大賞新人賞                           |
| 2nd  | 1998年1月28日                     | 合コン哀歌                               | AVDD-20211 | 1. 合コン哀歌 2. MORE RISKY PEOPLE 3. 合コン哀歌(original karaoke) 4. MORE RISKY PEOPLE(original karaoke) | オリコン最高86位                                                                         |
| 3rd  | 1998年10月7日                     | 私の彼はサラリーマン'98                  | AVDD-20266 | 1. 私の彼はサラリーマン’98 2. 私の彼はサラリーマン’98<晴れて これで私達もavexに仲間入り ヴァージョン> 3. 私の彼はサラリーマン’98(オリジナルカラオケ) 4. どっちもどっち(オリジナルカラオケ)                             |                                                                                          |
| 4th  | 1998年11月26日                    | まゆげ/ウーロン茶じゃだめですか（両B面） | AVDD-20274 | 1. まゆげ 2. ウーロン茶じゃだめですか 3. まゆげ(オリジナルカラオケ) 4. ウーロン茶じゃだめですか(オリジナルカラオケ) |                                                                                          |
| 5th  | 1999年3月31日                     | 二股の女（東京プリン&シルビア）          | AVDD-20286 | 1. 二股の女 2. あこがれのハワイ 3. 二股の女(オリジナル・カラオケ) 4. あこがれのハワイ(オリジナル・カラオケ) |                                                                                          |
| 6th  | 1999年7月23日                     | 自転車なんだよ 人生は                    | AVDD-20319 | 1. 自転車なんだよ 人生は 2. Let’s Ride On Bicycle～夢に向かって～ 3. 自転車なんだよ 人生は(オリジナル・カラオケ) 4. Let’s Ride On Bicycle～夢に向かって～(オリジナル・カラオケ)                                        | 日本自転車振興会「競輪”自転車体操」CMソング                                              |
| 7th  | 1999年9月29日                     | バブル アゲイン                          | AVDD-20334 | 1. バブル・アゲイン 2. バブル・アゲイン(バブル・バージョン) 3. バブル・アゲイン(アゲイン・バージョン) 4. バブル・アゲイン(オリジナル・カラオケ)                                                                        | サークルK「デザート」キャンペーンCMソング                                                |
| 8th  | 2000年7月5日                      | NO.1〜耀け乙女〜                         | AVDD-20353 | 1. NO.1~輝け乙女~ 2. なんかちょうだい~PLEASE GIVE ME SOMETHING~ 3. NO.1~輝け乙女~(オリジナルカラオケ) 4. なんかちょうだい~PLEASE GIVE ME SOMETHING~(オリジナルカラオケ)                                                |                                                                                          |
| 9th  | 2001年7月11日                     | 光と影の小夜曲〜カゲマンのテーマ         | AVCD-30262 | 1. 光と影の小夜曲～カゲマンのテーマ 2. 光と影の小夜曲～カゲマンのテーマ＜カラオケ＞ | NHK教育テレビ「天才てれびくんワイド」内アニメ「探偵少年カゲマン」主題歌                  |
| 10th | 2001年8月1日                      | ゴルフ道                                 | AVCD-30263 | 1. ゴルフ道 2. ゴルフ道(Instrumental) | TX系「スキヤキ!!ロンドンブーツ大作戦」7月度オープニングテーマ                            |
| 11th | 2003年1月8日                      | ドラえもんのうた                         | AVCD-30412 | 1. ドラえもんのうた 2. ぼく ドラえもん 2112 3. ドラえもんのうた (カラオケ) 4. ぼく ドラえもん 2112 (カラオケ) 5. ドラえもんのうた -conmo remix- (おまけのうた)                                                         | CCCD ANB系アニメ『ドラえもん』オープニング・テーマ オリコン最高58位                      |
| 12th | 2004年11月3日                     | この人（東京プリン/橘佳奈）              | AVCD-30633 | 1. この人 --橘佳奈 ver.-- 2. この人 --東京プリン ver.-- 3. この人 --Akico’s English ver.-- 4. この人 --橘佳奈 ver.-- (カラオケ) 5. この人 --東京プリン ver.-- (カラオケ) 6. この人 --Akico’s English ver.-- (カラオケ) | CCCD                                                                                     |
| 13th | 2005年9月21日                     | けつまくりうでまくり/サガシモノ          | AVCD-30800 | 1. けつまくりうでまくり 2. サガシモノ 3. けつまくりうでまくり (カラオケ) 4. サガシモノ (カラオケ) | NTV系「三宅裕司のドシロウト」10月度エンディング・テーマ                                  |
| 14th | 2006年1月11日                     | 携帯哀歌 その後/合コン哀歌 その後        | AVCD-30870 | 1. 携帯哀歌 その後 2. 合コン哀歌 その後 3. 携帯哀歌 その後(カラオケ) 4. 合コン哀歌 その後(カラオケ) 5. 携帯哀歌【復刻盤】 <ボーナストラック> 6. 合コン哀歌【復刻盤】 <ボーナストラック>                                |                                                                                          |
| 15th | 2014年4月16日配信 4月30日リリース | 明日笑っていられるように                 | AVCD-48981 | 1. 明日笑っていられるように 2. 携帯哀歌 3. 電車 | 東京プリンとたいせつな仲間たち名義） 小室哲哉がキーボード演奏している。 オリコン最高97位 |

### アルバム
|          | 発売日        | タイトル                           | 規格品番    | 収録曲 | 備考             |
| -------- | ------------- | ---------------------------------- | ----------- | --- | ---------------- |
| 1st      | 1998年3月18日 | けむたい人                         | AVCD-11640  | 1. 東京プリンのテーマ 2. 携帯哀歌 3. RISKY WOMEN 4. 関西人1 5. 明日から~綺麗な私を夢見て 6. 独り身 圭子 7. 抜ける 8. 30分の恋 9. 関西人2 10. 合コン哀歌 11. どっちもどっち 12. 自然消滅 13. 携帯哀歌(洋楽ヴァージョン) 14. 電車 | オリコン最高83位 |
| Best     | 2000年8月2日  | ザ・ベスト・オブ・東京プリン       | AVCD-11834  | 1. 携帯哀歌 2. NO.1 ~輝け乙女~ 3. 合コン哀歌 4. パソコンしぐれ 5. 私の彼はサラリーマン’98 6. まゆげ 7. ウーロン茶じゃだめですか 8. なんかちょうだい ~PLEASE GIME ME SOMETHING~ 9. 時間がたつのが早すぎて ~時代遅れの男~ 10. 二股の女 11. されどキャバクラ 12. 自転車なんだよ人生は 13. あこがれのハワイ 14. 東京爆弾 15. バブルアゲイン 16. NO.1 ~輝け乙女~ (DJ SHU’S LIGHT MIX) (ボーナス・トラック) |                  |
| 1st mini | 2003年1月8日  | 会社物語                           | AVCD-17227  | 1. 会社物語 2. 忙しいふり 3. 大阪みれん 4. 犬好きの女 5. はんこ押して 6. ゴルフ道 7. 会社物語 (カラオケ) 8. 忙しいふり (カラオケ) 9. 大阪みれん (カラオケ) 10. 犬好きの女 (カラオケ) 11. はんこ押して (カラオケ) 12. ゴルフ道 (カラオケ) | CCCD             |
| 2nd mini | 2005年3月30日 | 東京銘歌                           | AVCD-17589  | CD 1. こがれの東京 2. 環七の内側 3. 歌舞伎町の王様 4. 三軒茶屋の女 5. ネクタイ 6. VIP (bonus track.) DVD 1. あこがれの東京 2. 環七の内側 3. 歌舞伎町の王様 4. 三軒茶屋の女 5. ネクタイ | CD+DVD           |
| Best     | 2007年2月14日 | ザ・ベスト・オブ・東京プリン＋画集 | AVCD-23162B | CD 1. 携帯哀歌 2. NO.1~輝け乙女~ (フィーチャリングMARI) 3. 合コン哀歌 4. パソコンしぐれ 5. 私の彼はサラリーマン’98 6. まゆげ 7. ウーロン茶じゃだめですか 8. なんかちょうだい~PLEASE GIVE ME SOMETHING~ 9. 時間がたつのが早すぎて~時代遅れの男~ 10. 二股の女 (東京プリン&シルビア) 11. されどキャバクラ 12. 自転車なんだよ 人生は 13. あこがれのハワイ 14. 東京爆弾 15. バブルアゲイン 16. NO.1~輝け乙女~ (DJ SHU’S LIGHT MIX3) (ボーナス・トラック) PV集『画集』 1. 携帯哀歌 2. 合コン哀歌 3. 私の彼はサラリーマン’98 4. まゆげ/ウーロン茶じゃだめですか 5. 二股の女 (東京プリン&シルビア) 6. 自転車なんだよ 人生は 7. NO.1~輝け乙女~ (フィーチャリングMARI) 8. バブルアゲイン 9. ゴルフ道 10. 光と影の小夜曲~カゲマンのテーマ (振り付けビデオ) |                  |
| Best     | 2007年2月14日 | ザ・ベスト・オブ・東京プリン2      | AVCD-23163  | 1. ゴルフ道 2. はんこ押して 3. 忙しいふり 4. 犬好きの女 5. 会社物語~すべては会社の気分次第~ 6. 環七の内側 7. 歌舞伎町の王様 8. 三軒茶屋の女 9. けつまくりうでまくり 10. サガシモノ 11. 携帯哀歌 その後 12. 合コン哀歌 その後 13. この人 14. 東京プリンが10周年 |                  |

### おまけCD
- あこがれの東京/環七の内側/バブルアゲイン（2004年。「東京銘菓 東京プリン」の初回限定生産分に付属したCD）

### 映像作品
|     | 発売日       | タイトル           | 規格品番                      |
| --- | ------------ | ------------------ | ----------------------------- |
| 1st | 2001年9月5日 | 東京プリン「画集」 | AVVD-90123:VHS AVBD-91066:DVD |

### 参加作品
| 発売日         | タイトル                                                                                      | 規格品番              | 収録曲               |
| -------------- | --------------------------------------------------------------------------------------------- | --------------------- | -------------------- |
| 2003年07月30日 | avex 15th Anniversary PRESENTS 15年150曲 J-POP 50HIT TRACKS Vol.1                             | AVCD-17332            | 携帯哀歌             |
| 2005年10月26日 | a-nation'05 BEST HIT LIVE                                                                     | AVBD-91343 AVBD-91344 | けつまくりうでまくり |
| 2006年05月17日 | 俄然パラパラ!! プレゼンツ・ギャルパラ                                                         | AVCD-17930            |                      |
| 2006年09月13日 | Cheers-運動会ソングス-                                                                        | AVCD-23081            |                      |
| 2008年02月13日 | キャバトラ                                                                                    | UPCH-20068            |                      |
| 2009年02月18日 | 「誰も知らない泣ける歌」オフィシャル外伝コンピレーションアルバム avex selections ゆうきのうた | IOCD-20279            | この人               |
| 2009年11月25日 | ドラえもん テレビ主題歌大全集                                                                 | COCX-35911            | ドラえもんのうた     |

## ミュージックビデオ
| 監督     | 曲名 |
| 岩田宣之 | 「ドラえもんのうた」 |
| 鈴木浩介 | 「ゴルフ道」 |
| 森田一平 | 「明日笑っていられるように」 |
| 不明     | 「まゆげ / ウーロン茶じゃだめですか」「バブルアゲイン」「携帯哀歌」「合コン哀歌」「私の彼はサラリーマン '98」「自転車なんだよ 人生は」「二股の女」「この人」 |